# Деміно (Нижньогородська область)
Деміно (рос. Дёмино) — присілок в Ковернинському районі Нижньогородської області Російської Федерації.
Населення становить 135 осіб. Входить до складу муніципального утворення Гавриловська сільрада.

## Історія
Від 2009 року входить до складу муніципального утворення Гавриловська сільрада.

## Населення
1. Н/Д[2]